# Wenger (entreprise)
Pour les articles homonymes, voir Wenger.
 (septembre 2011).
Si vous disposez d'ouvrages ou d'articles de référence ou si vous connaissez des sites web de qualité traitant du thème abordé ici, merci de compléter l'article en donnant les références utiles à sa vérifiabilité et en les liant à la section « Notes et références ».
Wenger était une entreprise de coutellerie suisse fondée en 1893 et implantée à Delémont, dans le canton du Jura. Elle a été avec Victorinox l'un des deux fournisseurs attitrés du couteau de l'Armée suisse, jusqu'à son rachat en 2005 par son concurrent, puis l'absorption de l'activité de coutellerie en 2013 . Le site de Delémont existe cependant encore, mais est essentiellement dédié à d'autres activités du groupe.

## Historique

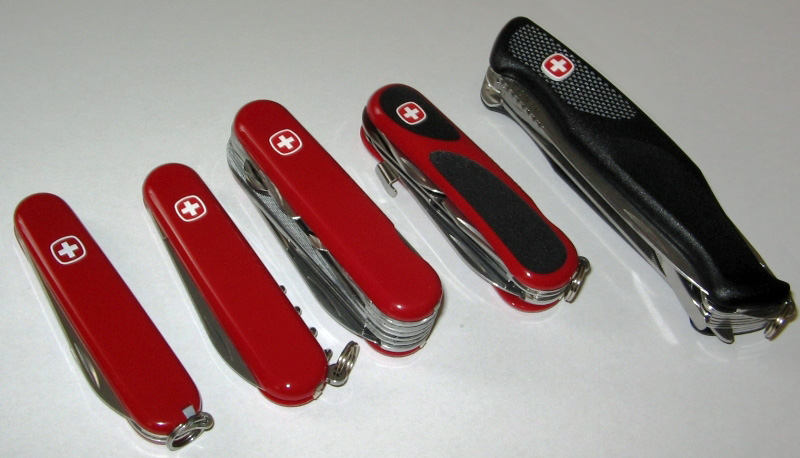

La coutellerie Paul Boéchat & Cie est fondée en 1893 à Courtételle, dans le canton du Jura en Suisse. En 1897, Theo Wenger en est nommé directeur.
En 1900, l'entreprise est rachetée par un groupe d'industriels qui fondent alors la Fabrique suisse de coutellerie SA à Delémont. Une fabrique bâloise de cuillers et fourchettes est également achetée, son personnel ainsi que sa machinerie sont alors déplacés à Delémont. 
En 1901, les premiers couteaux suisses sont livrés à l'armée qui décide d'équiper tous les soldats d'un couteau d'ordonnance muni d'une lame, d'un tournevis, d'un ouvre-boîte et d'un poinçon. 
L'entreprise décide de diversifier ses activités et propose, en 1902, ses services pour des travaux de nickelage. Dans les années 1920 et 1930, elle fabrique des machines à polir l'argenterie Tahara, destinées principalement aux hôtels, restaurants et paquebots.
En 1908, le directeur Paul Wenger, la renomme en Wenger & Co. La société se compose alors de trois catégories de produits à savoir les couteaux de table, les couteaux de poche ainsi que les articles en métal Britannia (cuillers, fourchettes, etc.). La coutellerie obtient son nom actuel, Wenger, en 1922.
Dans les années 1960, Wenger décide de réduire son portefeuille produits en cessant la production des articles peu demandés. Parallèlement toutefois, la coutellerie développe une nouvelle politique de vente et une nouvelle gamme de couteaux de boucher Swibo, qui est l'un des deux produits-vedettes.
En 1986, un incendie marque un tournant dans l'histoire de l'entreprise qui est alors reconstruite, plus grande. Les installations sont modernisées et la palette de produits adaptée.
La coutellerie s'associe également à des entreprises ou associations afin de créer des éditions spéciales de couteaux de poche (Porsche, Tiffany ou dédié au scoutisme). À la suite des attentats du 11 septembre 2001, les objets pointus sont interdits dans les avions, ce qui provoque une chute de 15-20% des ventes de Wenger.
En avril 2005, l'entreprise est rachetée par son concurrent direct Victorinox mais les deux entreprises juridiques continuent d'exister. En 2009, l'entreprise annonce sa nouvelle stratégie qui vise à se concentrer sur la commercialisation de bagages, de chaussures et de sacs de couchage, une approche qu'elle a déjà déployée aux États-Unis. Au début de l'année 2014, la société cesse de produire des couteaux  sous son nom propre, pour se concentrer uniquement sur la fabrication de montres et de bagages.

## Records
2007 : Wenger bat un record Guiness en fabriquant un couteau suisse doté de 87 outils, 141 fonctions, et pesant 1,3 kilos.

## voir aussi
- Ruth Wenger
- Herman Hesse